# Notator SL
Notator SL war ein MIDI-Sequenzerprogramm für den Atari ST. Das Programm wurde von Gerhard Lengeling und Chris Adam für die Firma C-LAB programmiert. „Notator SL“ war die um Notensatz erweiterte Version des Programms „Creator“.

Version 3.21 von 1993.

## Hersteller
1992 lösten sich Gerhard Lengeling, Chris Adam und weitere Mitarbeiter von C-LAB und gründeten unter Mitnahme des „Notator SL“ die Firma Emagic, in der mit dem Programm Logic ein Nachfolger für den „Notator SL“ entwickelt wurde. Mittlerweile wird „Logic“ nicht mehr für Atari- und PC-, sondern nur noch für Apple-Betriebssysteme angeboten.

## Besonderheit
Der wesentlichste Unterschied von „Notator“ bzw. „Creator“ zu damals wie heute existierenden MIDI-Sequenzerprogrammen bestand im pattern-orientierten Arrangementsystem. D.h. die einzelnen MIDI-Aufnahmespuren waren in einzelnen Pattern-Abschnitten organisiert, die, ähnlich wie bei einem Drumcomputer, in beliebiger Abfolge im Arrangementfenster untereinander zu einem kompletten Song aneinandergereiht werden konnten.
Erst mit der „Logic“-Produktreihe übernahm man das an Mehrspur-Tonbändern orientierte Arrangementfenster, bei dem der Song mit den untereinanderstehenden MIDI- (und Audio-) Spuren beim Aufnehmen bzw. Abspielen von links nach rechts abläuft.